# 13995 Tõravere
13995 Tõravere là một tiểu hành tinh vành đai chính với chu kỳ quỹ đạo là 1368.1112274 ngày (3.75 năm).
Nó được phát hiện ngày 19 tháng 3 năm 1993.
It's đặt tên theo Tõravere, the Vị trí của Tartu Observatory.